# Patrick Le Lay
Pour les articles homonymes, voir Le Lay.
Patrick Le Lay, né le 7 juin 1942 à Saint-Brieuc (Côtes-du-Nord) et mort le 18 mars 2020 à Neuilly-sur-Seine, est un ingénieur et cadre dirigeant français. Président-directeur général du Groupe TF1 à la tête de la première chaîne nationale française, entre 1988 et 2008.

## Biographie

### Enfance et formation
Patrick Le Lay est le fils de Jean Le Lay, ingénieur, et de Gabrielle Colin. Durant la Seconde Guerre mondiale, la famille Le Lay habite Plémet, commune où se réfugie  à l'été 1942, la famille d'Abraham Drucker, le père de Michel Drucker, médecin de campagne arrêté sur dénonciation, peu de temps auparavant. Sur le quai de la gare de Rennes, son épouse Lola Drucker, enceinte de Michel, est arrêtée avec son fils aîné Jean, par un officier de la Gestapo car elle n'a pas de papiers conformes. Parlant couramment allemand, Jean Le Lay, qui ne la connaît pas, s'interpose et fait passer Lola Drucker pour sa propre épouse, un acte sauvant les Drucker et, dès lors, unit les deux familles,,.
Patrick effectue une partie de sa scolarité au lycée Saint-Vincent de Rennes. Il étudie par la suite à l'École spéciale des travaux publics (promotion 1964) puis au Centre des hautes études de la construction avant d'intégrer l'univers du bâtiment et travaux publics (BTP). Il est également ancien élève du Centre de perfectionnement aux affaires (CPA), l'« executive MBA » d'HEC, en 1972. 

### Carrière professionnelle

#### Groupe Bouygues
Ingénieur des travaux publics, Patrick Le Lay passe par plusieurs sociétés de construction. Il est secrétaire général d'Oger SA de 1966 à 1975, Directeur administratif et financier puis Directeur général adjoint de l'entreprise Dodin de 1975 à 1981 avant d'intégrer le groupe Bouygues . Comme responsable de la diversification de ce groupe à partir de 1984, il pilote notamment en 1987 selon la décision de Francis Bouygues, le dossier de candidature de l'acquisition par le groupe de la chaîne de télévision française TF1 concernant sa privatisation. 

#### PDG de TF1
Nommé vice-président de TF1 après la privatisation de la chaîne nationale en avril 1987, le 11 octobre 1988 Patrick Le Lay succède à Francis Bouygues, comme président-directeur général. Il choisit de positionner la chaîne sur un format plus populaire et permet à la chaîne de progressivement devenir un leader en Europe. En 2001, il signe un contrat d'exclusivité avec Endemol pour racheter les droits concernant toutes les futures émissions de télé-réalité produites par le groupe hollandais. À partir du 22 mai 2007, il devient président du conseil d'administration de la chaîne, laissant la direction générale opérationnelle à Nonce Paolini,. En novembre 2007, il remporte à New York l'Emmy Award du meilleur directeur de télévision. 
Toutefois, le 27 juillet 2008, il annonce qu'il va quitter progressivement TF1. Le 31 juillet 2008, il démissionne de son poste de président du conseil d'administration de TF1, Nonce Paolini lui succède. En 2008, en dehors d'autres rémunérations, son salaire annuel de PDG de TF1 est estimé à environ 1 930 000 €.
En juillet 2012, Patrick Le Lay est renvoyé devant le tribunal correctionnel de Nanterre pour recours abusif à des contrats à durée déterminée durant sa période à TF1.

#### Président du fond Serendipity
À partir de 2013, Patrick Le Lay préside le fonds d'investissement Serendipity dont les actionnaires principaux sont Artémis, holding de la famille Pinault, et Bouygues (propriétaire de TF1). Ce fonds d'investissement est chargé du développement du groupe en direction de l'ouverture du marché du jeu en France et Le Lay crée Eurosportbet.com, site de paris sportifs en ligne de la chaîne sportive Eurosport, filiale du groupe Bouygues dont il a été président-directeur général de 1991 à 2002. 
En janvier 2010, il est définitivement écarté de la direction de Serendipity par l'actionnaire principal de la holding, Martin Bouygues. Ce renvoi vient achever une longue série d'étapes ayant permis au groupe Bouygues d'écarter définitivement Patrick Le Lay des arcanes du pouvoir, à la fois au cœur de la chaîne de télévision mais également, concernant les nouveaux projets et développements multimédias du groupe.

#### Président du Stade rennais
Le 7 mai 2010, Patrick Le Lay est nommé par l'homme d'affaires François Pinault président du Stade rennais FC, en remplacement de Frédéric de Saint-Sernin, démissionnaire pour raisons de santé,. Le 25 juin 2012, il quitte ses fonctions de président du Stade rennais et est remplacé par son prédécesseur, Frédéric de Saint-Sernin.

### Vie privée et mort
Patrick Le Lay se marie le 12 novembre 1966 à Claudine Sénécal avec qui il a deux enfants, Laurent-Éric (1967) et Anne-Vefa (1969). Il se marie en secondes noces avec Dominique Polette.
Le 18 mars 2020, son fils Laurent-Eric Le Lay annonce sur les réseaux sociaux que son père est mort des suites d'une maladie à Neuilly-sur-Seine. Il est inhumé au cimetière communal de Saint-Briac-sur-Mer (Ille-et-Vilaine).

## Prises de position

### Nationalisme breton
« Rude en affaires et avec ses collaborateurs, ce Breton voue une véritable passion à la culture de sa région. ». Patrick Le Lay a présidé l'association Érispoë, fondée à l'Institut de Locarn, un lobby patronal breton créé en 1991[réf. souhaitée]. Il est à l'origine de la création en 2000 de la chaîne régionale bretonne TV Breizh, filiale du groupe TF1. En août 2005, dans le magazine Bretons, il accuse la France d'avoir organisé un génocide culturel (ethnocide) en Bretagne, et affirme : « Je ne suis pas français, je suis breton. Je suis un étranger quand je suis en France. ». En décembre 2012, dans une interview accordée à France Bleu Breizh Izel, il se déclare ouvertement favorable à l'indépendance de la Bretagne. Son soutien aux terroristes bretons a fait l'objet d'un hommage après décès par l'association Skoazell Vreizh (Le Secours breton) destinée à aider les « prisonniers politiques bretons ».

### Points de vue concernant la publicité et polémiques
Patrick Le Lay est réputé pour ses analyses perçues comme franches voire brutales, incisives ou cyniques et souvent sujettes à polémique, de même que par sa propension à cautionner les raccourcis pris par certains des journalistes des chaînes sous sa direction. En 1987, il analyse ainsi les rapports entre culture et Audimat :

« On ne vit plus qu'avec les chiffres de l'Audimat. [...]. Passer une émission culturelle sur une chaîne commerciale à 20 h 30, c'est un crime économique ! C'est quand même à l'État d'apporter la culture, pas aux industriels[source insuffisante]. »

Cependant en 1986, lors de l'audition pour la reprise de TF1 venant d'être privatisé par le gouvernement Chirac, il déclare : « Faire absorber au public français des séries américaines, ce n'est pas une fatalité » et s'affirme pour une défense de la culture française. En juillet 2004, une polémique fait rage à la suite de la publication de ses propos, recueillis dans le livre Les Dirigeants français et le changement par la société de conseil EIM publiant les réponses de dirigeants tels que Patrick Le Lay, Michel Bon ex-France Télécom, Robert Louis-Dreyfus de LD Com, Michel Pébereau pour BNP Paribas et Henri de Castries du groupe Axa, à des questions portant sur les nouveaux défis des entreprises françaises face aux bouleversements du secteur, notamment technologique.

Il déclare notamment « Ce que nous vendons à Coca-Cola, c'est du temps de cerveau humain disponible ».
Le reportage de Jean-Pierre Pernaut diffusé le 24 janvier 2007 dans le journal de 13 h de TF1 dans lequel ont été cités les propos du préfet hors cadre et président de Miviludes Jean-Michel Roulet, lui vaut une condamnation prononcée par la 17e chambre correctionnelle de Paris, en même temps que celle du présentateur du 13 heures, le 28 novembre 2008, pour diffamation envers le mouvement TFP (Tradition, Famille, Propriété)

## Mises en cause judiciaires, procès et condamnations
En 2012, l'ancien PDG de TF1 Patrick Le Lay est condamné à une amende de 7 500 euros pour recours abusif à des contrats à durée déterminée, correspondant aux cas de cinq personnes employées de mai 2002 à mars 2003 sous un statut d'intermittents du spectacle (monteurs du journal télévisé, cadreurs et maquilleurs) alors qu'il s'agissait de postes permanents. 
En 2016, il est condamné à payer 3 000 € pour atteinte à la vie privée après la diffusion d’un témoignage en caméra cachée dans l’émission Sans aucun doute.

## Lien présumé avec la franc-maçonnerie
En 2001, Michel-Constant Verspieren déclare dans le livre L’Impasse maçonnique que Patrick Le Lay a été un haut-gradé franc-maçon[réf. nécessaire]. Antérieurement, dès 1996, le journaliste d'extrême-droite Serge de Beketch a affirmé dans Le Libre Journal de la France courtoise (no 98 du 31 mai 1996) que Patrick Le Lay est « Vénérable de l'atelier supérieur "Bannière étoilée" et "Grand Porte-Glaive" de la GLNF ».

## Décorations
- Commandeur de la Légion d'honneur Il est fait chevalier le 31 décembre 1993[35] puis officier le 31 décembre 2002[36] et enfin, commandeur le 21 mars 2008[37].